# Love Today
"Love Today" là một đĩa đơn từng được đề cử giải Grammy phát hành bởi ca sĩ Mika, trích từ album phòng thu đầu tiên của anh, Life in Cartoon Motion.
Đĩa đơn được phát hành ở Liên hiệp Vương quốc Anh và Bắc Ireland ngày 16 tháng 4 năm 2007 dưới dạng download nhạc số, phát hành dạng đĩa CD chính thức ngày 23 tháng 4 năm 2007 và kể từ đó nó đạt được vị trí cao nhất là #6.
Đĩa đơn đã được phát hành ở Úc ngày 23 tháng 7 năm 2007, và được sử dụng quảng cáo trên Austereo radio station network, Úc.
"Love Today" từng được sử dụng làm nhạc nền trong phần thi trang phục quốc gia và phần mở đầu của cuộc thi Hoa hậu Hoàn vũ 2008 tổ chức tại Nha Trang, Việt Nam.

## Danh sách track
CD single
1. "Love Today" – 3:57
2. "The Only Lonely One" (demo)
3. "Billy Brown" (acoustic)
4. "Love Today" (Switch remix) – 5:41

7" Single
1. "Love Today"
2. "Stuck in the Middle" (Acoustic Version)

12" Single
1. "Love Today" (Switch Remix)
2. "Love Today" (Rob Mello's No Ears Vocal Remix)
3. "Love Today" (Rob Mello's No Ears Dub Remix)

DVD single
1. "Love Today" (video âm nhạc) – 3:57
2. "Grace Kelly" (video âm nhạc) – 3:08
3. "Love Today" – 3:57
4. "Grace Kelly" – 3:08
5. "Grace Kelly" (Tom Neville dub remix) – 7:08

US Promo
- "Erick Kupper Extended Vocal Mix" - 8:41
- "Erick Kupper Dub" - 6:45
- "Erick Kupper Radio Edit" - 3:44
- "Switch Remix" – 5:41

Các phiên bản chính thức
- "UK Radio Edit" – 3:22
- "Album Version" – 3:57
- "Erick Kupper Extended Vocal Mix" - 8:41
- "Erick Kupper Dub" - 6:45
- "Erick Kupper Radio Edit" - 3:44
- "Switch Remix" – 5:41
- "Moto Blanco Radio Edit" – 3:29
- "Moto Blanco Remix" – 7:17
- "Rob Mello's No Ears Vocal Remix" - 6:36
- "Rob Mello's No Ears Dub Remix"" - 7:12
- "Patrick Wolf Remix" – 4:09

## Xếp hạng
| Bảng xếp hạng (2007)                  | Thứ hạng cao nhất |
| ------------------------------------- | ----------------- |
| Anh Quốc (OCC)                        | 6                 |
| Bỉ (Ultratop 50 Flanders)             | 4                 |
| Bỉ (Ultratop 50 Wallonia)             | 3                 |
| Canada (Canadian Hot 100)             | 58                |
| Châu Âu Hot 100 Singles (Billboard)   | 18                |
| Cộng hòa Séc (Rádio Top 100)          | 50                |
| Hà Lan (Dutch Top 40)                 | 25                |
| Hoa Kỳ Billboard Hot 100              | 92                |
| Hoa Kỳ Billboard Pop 100              | 78                |
| Hoa Kỳ Billboard Hot Dance Club Songs | 2                 |
| Ireland (IRMA)                        | 13                |
| New Zealand (Recorded Music NZ)       | 28                |
| Pháp (SNEP)                           | 5                 |
| Phần Lan (Suomen virallinen lista)    | 9                 |
| Slovakia (Rádio Top 100)              | 24                |
| Thụy Điển (Sverigetopplistan)         | 17                |
| Thụy Sĩ (Schweizer Hitparade)         | 46                |
| Úc (ARIA)                             | 3                 |
| Ý (FIMI)                              | 5                 |